# Bassin Caloris
Caloris Planitia
Le bassin Caloris (Caloris Planitia en latin) est le plus gros cratère météoritique connu de Mercure. Son nom vient du latin caloris (chaleur) car il est situé à l'un des deux « pôles chauds » de la planète. D'un diamètre d'environ 1 550 km, le bassin Caloris s'est probablement formé après la chute d'un astéroïde d'une taille avoisinant les 150 km. Son âge est estimé entre 3,8 et 3,9 milliards d'années.

## Observation
Le bassin Caloris est découvert sur des images prises par la sonde Mariner 10 en 1974. Le bassin n'est visible qu'à moitié car au moment où la sonde le survole, il est sur la ligne du terminateur. Le 15 janvier 2008, l'une des premières photos de la planète prises par la sonde MESSENGER révèle le cratère dans son intégralité.

## Caractéristiques physiques

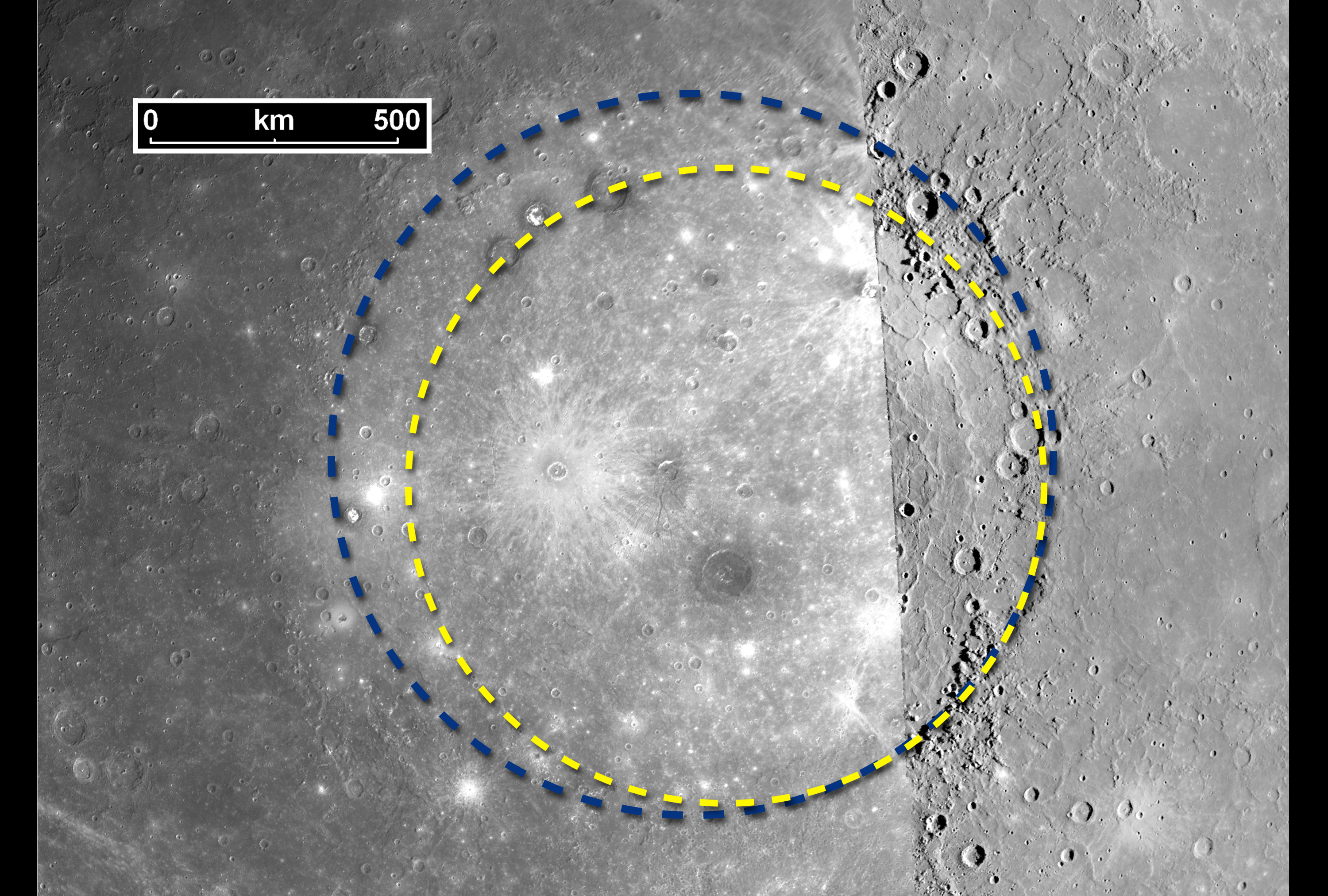
Comparaison de l'estimation de la taille originale du bassin Caloris (en jaune) avec l'estimation de la taille basée sur les nouvelles images de la sonde MESSENGER.

Le diamètre du cratère est initialement estimé à environ 1 300 km, estimation qui est augmentée à 1 550 km à partir d'images prises ultérieurement par MESSENGER. Il est entouré de montagnes culminant à 2 km de haut. À l'intérieur de son enceinte, le fond du bassin est rempli de plaines de lave refroidies semblables à des mares lunaires. En dehors de l'enceinte, les matériaux éjectés par l'impact s'étendent sur environ 1 000 km et forment des anneaux concentriques entourant le cratère. Le centre du bassin est une région contenant de nombreux creux radiaux (rayonnants) qui sont probablement des failles d'extension, avec le cratère Apollodorus de 40 km situé près du centre de ces radiaux mais sans rapport structurel. Cette région se nomme le Pantheon Fossae (en),.

## Impact
L'impact qui a créé le bassin Caloris se serait produit vers la fin de la période d'intense « bombardement » qui a affecté les corps du système solaire interne lors du premier milliard d'années du système solaire. En effet, il y a moins de cratères sur le sol du bassin que sur des régions de taille comparable en dehors de ce dernier. La Mare Imbrium et la Mare Orientale sur la Lune auraient été formées à peu près au même moment, indiquant qu'il y a probablement eu une période durant laquelle les impacts furent plus importants vers la fin de la phase de bombardement intense.

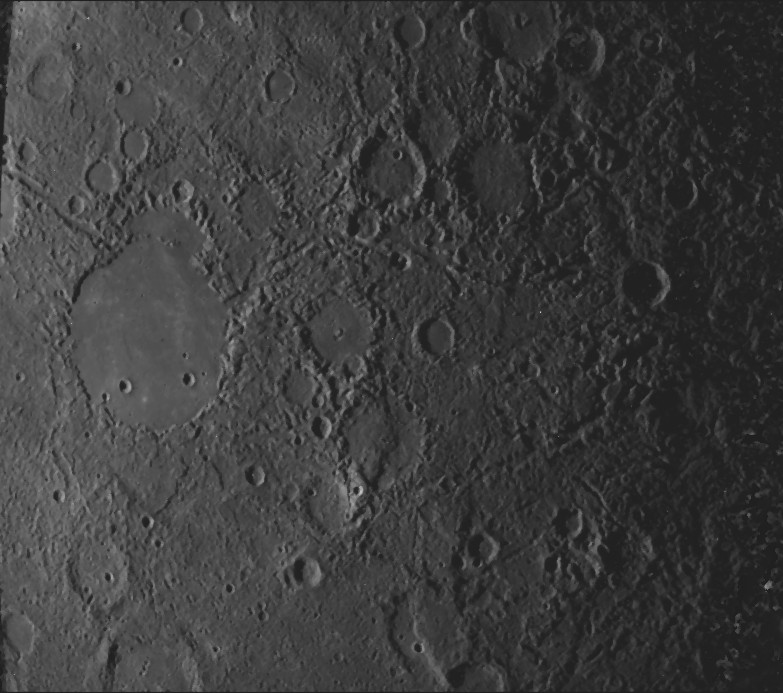
Terrain vallonné à l'antipode du Bassin Caloris.

Cet impact a pu avoir des conséquences pour la planète entière. Ainsi, de l'autre côté de Mercure, à l'exact antipode du bassin, il y a une région vallonnée et rainurée, s'étendant sur une surface d'environ 500 000 km2, avec quelques petits cratères d'impact qui sont connus comme étant le « Terrain chaotique (en) » ou « Terrain bizarre ». Cette région chaotique est parcourue par des montagnes pouvant atteindre 1 800 mètres d'altitude. En 1975, les chercheurs Peter H. Schultz (en) et D. E. Gault affirment que ce terrain aurait été formé lorsque des ondes sismiques résultant de la formation du bassin Caloris ont convergé sur le côté opposé de la planète. Il a également été suggéré que ce terrain a été formé à la suite de la convergence des éjectas à l'antipode de ce bassin.
On soupçonne également cet impact d'avoir déclenché une activité volcanique sur Mercure, résultant la formation de plaines lisses. Autour du bassin Caloris, il y a une série de formations géologiques qui semble avoir été produite par les éjectas du bassin collectivement appelés le Groupe Caloris.
Le bassin Caloris et le « Terrain Bizarre » contiennent une quantité importante de sodium et de potassium, ce qui amène à croire que l'impact pourrait avoir libéré des éléments lourds du manteau de Mercure dans la faible atmosphère de la planète. Le cratère aurait ainsi atteint une profondeur d'environ 130 km, permettant la remontée des éléments du manteau lors de mouvements de réajustement.